# Thorecta prima
Thorecta prima är en svampdjursart som först beskrevs av Lendenfeld 1885.  Thorecta prima ingår i släktet Thorecta och familjen Thorectidae. Inga underarter finns listade i Catalogue of Life.